# Hyalinobatrachium fleischmanni
Hyalinobatrachium fleischmanni är en groddjursart som först beskrevs av Oskar Boettger 1893.  Hyalinobatrachium fleischmanni ingår i släktet Hyalinobatrachium och familjen glasgrodor. IUCN kategoriserar arten globalt som livskraftig. Inga underarter finns listade i Catalogue of Life.